# 용인한국외국어대학교 부설고등학교
용인한국외국어대학교 부설고등학교(龍仁韓國外國語大學校 附設高等學校)는 대한민국 경기도 용인시 처인구 모현읍 왕산리에 위치한 자율형 사립 고등학교이다. 

## 학교 연혁
- 1952년 12월 30일 : 학교법인 동원육영회 설립 인가(창립자 겸 이사장 동원 김흥배 박사)
- 2003년 11월 : 신축공사 기공식
- 2004년 10월 9일 : 경기도 교육청 학교설립 승인 30학급(영어 3, 프랑스어 1, 독일어 1, 중국어 3, 일본어 2학급)
- 2005년 3월 3일 : 준공식, 개교식, 제1회 입학식 (초대 남봉철 교장 취임)
- 2007년 2월 : 제1회 조기졸업식(6명)
- 2008년 2월 : 제1회 졸업식(316명)
- 2010년 6월 : 자율형사립고등학교 지정 승인
- 2010년 11월 : 김성기 교장 취임
- 2023년 2월 : 제16회 졸업식(364명)
- 2023년 3월 : 제19회 입학식

## 참고 자료
- 용인한국외국어대학교 부설고등학교 - 한국교육학술정보원 학교알리미